# Nemesia bristowei
Nemesia bristowei är en spindelart som beskrevs av Decae 2005. Nemesia bristowei ingår i släktet Nemesia och familjen Nemesiidae. Inga underarter finns listade i Catalogue of Life.